# Territorio dell'Idaho

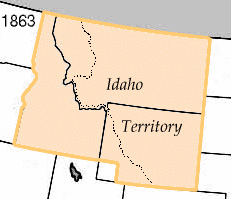
Il Territorio dell'Idaho al momento della sua istituzione

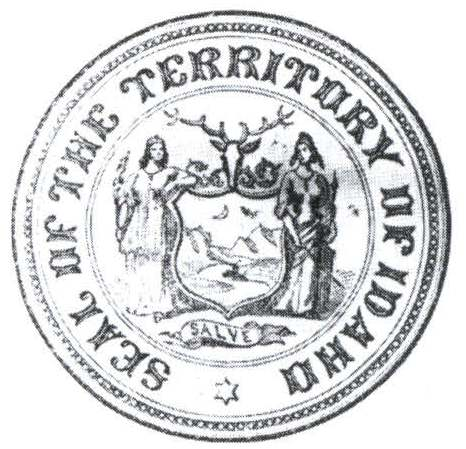
Sigillo del Territorio dal 1866

Il territorio dell'Idaho è stato un territorio degli Stati Uniti esistito tra il 4 marzo 1863 e il 3 luglio 1890, quando fu ammesso all'Unione come Stato dell'Idaho.

## Storia
Il Territorio fu istituito ufficialmente il 4 marzo 1863 con un atto del Congresso, ed era formato da zone che appartenevano in parte al Territorio dell'Oregon, al territorio di Washington e al Territorio del Dakota: dai primi due provenivano le regioni ad ovest dallo spartiacque continentale, dal terzo quelle ad est. Il Territorio originale comprendeva la maggior parte degli odierni Idaho, Montana e Wyoming.
Sebbene il Massacro di Bear River, avvenuto nell'odierna contea di Franklin, in Idaho, è considerato la battaglia più occidentale della guerra civile, il Territorio rimase relativamente stabile, incoraggiando così la colonizzazione.
Nel 1864 fu fondato il Territorio del Montana, che comprendeva la parte nordorientale del Territorio dell'Idaho, ad est della catena montuosa Bitterroot Range; parte della regione sudorientale tornò inoltre al Territorio del Dakota.

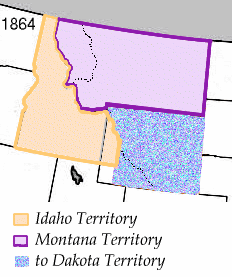
Aree cedute nel 1864

Verso la fine del decennio il Territorio divenne una destinazione per i democratici che avevano combattuto per gli Stati Confederati d'America durante la guerra civile; questi erano ben rappresentati nelle prime assemblee territoriali e spesso si scontrarono con i governatori repubblicani. La lotta politica divenne particolarmente accesa nel 1867, quando il governatore David W. Ballard dovette chiedere protezione alle truppe federali di Fort Boise; nel 1870, tuttavia, le tensioni si erano quasi del tutto placate.
Nel 1868, le aree ad est del 111º meridiano passarono al nuovo Territorio del Wyoming e il Territorio dell'Idaho assunse il confini dell'odierno Stato.

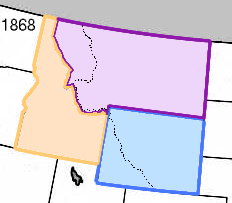
I tre Territori dell'Idaho, del Montana e del Wyoming nel 1868

La scoperta dell'oro, dell'argento e di altre risorse naturali a partire da questo decennio e il completamento della prima ferrovia transcontinentale nel 1869 portò molti nuovi abitanti nel Territorio, compresi lavoratori cinesi che erano impiegati nelle miniere. L'industria estrattiva continuò ad aumentare il suo peso per tutta l'esistenza del Territorio; nell'ultimo decennio del secolo, ad esempio, l'Idaho esportava più piombo di ogni altro stato.
Poco dopo la creazione del Territorio, furono attivate linee di diligenze; le prime linee telegrafiche raggiunsero Franklin nel 1866 e Lewinston (prima città nel nord) nel 1874. Già nel 1865 erano attivi giornali a Lewinston, Boise e Silver City.

### La capitale e la possibile divisione
Lewinston fu la prima capitale territoriale, che dal 1865 fu trasferita a Boise. Dopo questa ricollocazione fu proposto di dividere il Territorio in due, ma il governatore Edward A. Stevenson convinse il presidente Grover Cleveland a non firmare, nel 1887, la legge che divideva il Territorio tra il Territorio di Washington e il Nevada.
Nel 1889, l'Università dell'Idaho fu assegnata alla città settentrionale di Moscow invece che alla meridionale Eagle Rock (oggi Idaho Falls), dove era inizialmente prevista, alleviando alcuni timori sentiti dai cittadini delle zone settentrionali.

## Governatori
I governatori territoriali erano nominati dal Presidente degli Stati Uniti, ve ne furono in tutto 17.
| #  | Governatore         | Inizio mandato    | Fine mandato      | Nominato da         |
| -- | ------------------- | ----------------- | ----------------- | ------------------- |
| 1  | William H. Wallace  | 10 marzo 1863     | 26 febbraio 1864  | Abraham Lincoln     |
| 2  | Caleb Lyon          | 26 febbraio 1864  | 10 aprile 1866    | Abraham Lincoln     |
| 3  | David W. Ballard    | 10 aprile 1866    | 30 marzo 1870     | Andrew Johnson      |
| 5  | Samuel Bard         | 30 marzo 1870     | 7 giugno 1870     | Ulysses S. Grant    |
| 6  | Gilman Marston      | 7 giugno 1870     | 12 gennaio 1871   | Ulysses S. Grant    |
| 7  | Alexander H. Connor | 12 gennaio 1871   | 19 aprile 1871    | Ulysses S. Grant    |
| 8  | Thomas M. Bowen     | 19 aprile 1871    | 24 ottobre 1871   | Ulysses S. Grant    |
| 9  | Thomas W. Bennett   | 24 ottobre 1871   | 16 dicembre 1875  | Ulysses S. Grant    |
| 10 | David P. Thompson   | 16 dicembre 1875  | 24 luglio 1876    | Ulysses S. Grant    |
| 11 | Mason Brayman       | 24 luglio 1876    | 7 agosto 1878     | Ulysses S. Grant    |
| 12 | John P. Hoyt        | 7 agosto 1878     | 12 luglio 1880    | Rutherford B. Hayes |
| 13 | John Baldwin Neil   | 12 luglio 1880    | 2 marzo 1883      | Rutherford B. Hayes |
| 14 | John N. Irwin       | 2 marzo 1883      | 26 marzo 1884     | Chester A. Arthur   |
| 15 | William M. Bunn     | 26 marzo 1884     | 29 settembre 1885 | Chester A. Arthur   |
| 16 | Edward A. Stevenson | 29 settembre 1885 | 1º aprile 1889    | Grover Cleveland    |
| 17 | George Laird Shoup  | 1º aprile 1889    | 3 luglio 1890     | Benjamin Harrison   |